# 别洛亚罗沃村委员会
别洛亚罗沃村委员会（俄语：Белояровский сельсовет）是俄罗斯联邦阿穆尔州马扎诺沃区所属的一个村委员会。其下辖有3个居民点，行政中心为别洛亚罗沃。据2016年统计，该村委员会的人口为1019人。